# Mühlhausen, Oberpfalz
Mühlhausen är en kommun och ort i Landkreis Neumarkt in der Oberpfalz i Regierungsbezirk Oberpfalz i förbundslandet Bayern i Tyskland.